# La crisi (singolo)
La Crisi è una canzone della rock band italiana Bluvertigo. È stata pubblicata nel 1999 come secondo singolo del terzo album della band, Zero - ovvero la famosa nevicata dell'85.

## Tracce
1. La Crisi (radiophobic)
2. Porno Muzik (album version)
3. Love Is Blindness (radio live perf.)(Bono/Clayton/Mullen/Thedge)
4. a.f.d.v. (bochum welt remix)
5. La Crisi (midi version)

## Classifiche
| Classifica (1999) | Posizione massima |
| ----------------- | ----------------- |
| Italia            | 19                |